# 545561 Nesbø
545561 Nesbø è un asteroide della fascia principale esterna. Scoperto nel 2011, presenta un'orbita caratterizzata da un semiasse maggiore pari a 3,057450 UA e da un'eccentricità di 0,062229, inclinata di 7,623357° rispetto all'eclittica.
È dedicato a Jo Nesbø, scrittore, musicista e attore norvegese.